# والتر هاريس (فنان)
والتر هاريس هو فنان كندي، ولد في 10 يونيو 1931، وتوفي في 12 يناير 2009.